# AZ247.cz

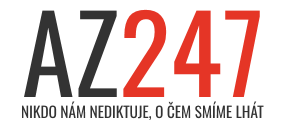
Logo webové stránky s podtitulem

AZ247.cz je satirická webová stránka, která paroduje zpravodajství dezinformačních webů. Prezentuje se s podtituly „víc než jen pravda“ nebo „nikdo nám nediktuje, o čem smíme lhát“ a publikuje satirické články. Jméno webu vzniklo jako parodie na název českého dezinformačního webu AC24.cz. Že jde o smyšlené informace, které se nezakládají na pravdě, se píše v zápatí této webové stránky. Současně na tomto místě autoři konstatují: „I přesto, že tu tento text visí už od založení tohoto webu, stejně se najde velké procento lidí, kteří zde publikovaným zprávám věří.“ Facebooková stránka webu měla k lednu 2019 přes 30 000 „lajků“. Články vydávané touto stránkou mohou být mylně označovány jako fake news. Do tohoto žánru ale parodie či satira nepatří. Stylistika článků je obdobná jako u dezinformačních webů. Autorem všech článků zveřejněných webu AZ247.cz byla v lednu 2019 „redakce“, což rovněž odkazovalo na weby šířící hoaxy, fake news a ruskou propagandu. V květnu 2019 se pak autorství všech článků na webu připisovalo uživateli „GeorgeSoros“, odkazující na multimiliardáře George Sorose opředeného mnoha konspiračními teoriemi.

## Přejmenování Karlova mostu
Webová stránka AZ247.cz na sebe upozornila, když v září 2017 zveřejnila článek s názvem: „EU požaduje po Česku, aby přejmenovalo Karlův most na Most Václava Havla“
„Po dlouhých staletích by Karlův most mohl změnit svoje jméno. Evropská unie se totiž opět vměšuje do vnitřních záležitostí České republiky a požaduje, aby Česká republika přejmenovala Karlův most na Most Václava Havla. Jméno prvního českého prezidenta by tak po největším české letišti mohl nést i nejznámější a historicky nejcennější český most.“ Facebook AZ247.cz, 26. 9. 2017, 16:29
Citovaný facebookový příspěvek o přejmenování Karlova mostu zaznamenal na této sociální síti přes 800 sdílení a přes 900 reakcí „to mě štve“. O šíření tohoto nepravdivého satirického článku informovalo několik médií. Virální šíření parodického článku měli na svědomí zejména čtenáři, kteří podlehli emotivnímu jednání a zřejmě si přečetli pouze zobrazený titulek.
Autoři webu AZ247.cz po několika hodinách reagovali na bouřlivé šíření informace o přejmenování nejstaršího pražského mostu. V reakci zejména zmínili fakt, že článek o přejmenování mostu obsahuje například zjevně nepravdivou informaci o tom, že české zdravotní sestry jsou z důvodu nedostatku peněz placeny plastovými víčky.
K obdobným záměnám humoristických článků dochází častěji. Někdy se takové články transformují v hoax. Známým příkladem mylného šíření humoristických článků je rozšíření informace ze satirického webu Pravdivé zprávy, který zastřešuje společnost FTV Prima, spol. s r.o. Tato stránka uváděla, že v českých hospodách bude omezen alkohol. Tuto informaci šířila na Facebooku například politička Alexandra Udženija.